# Snežna kampanja
Snežna kampanja je bila ena prvih večjih vojaških operacij ameriške revolucionarne vojne na južnem prizorišču ameriške revolucionarne vojne. Vojska do 3.000 pripadnikov milice Patriotov pod poveljstvom polkovnika Richarda Richardsona je korakala proti nabornim centrom Lojalistov in preprečila poskuse Lojalistov, da bi se organizirali. Odprava Patriotov je postala znana kot Snežna kampanja zaradi močnega sneženja v poznejših fazah kampanje.
Glej tudi:
- Bitka pri Great Cane Brake